# Ahmadisme au Pakistan
L'ahmadisme au Pakistan représenterait jusqu'à 2 % de la population du pays. Ce courant religieux se réclamant de l'islam est né dans le Pendjab à la fin du XIXe siècle et s'est notamment développé à Lahore, situé au Pakistan depuis la fondation du pays le 14 août 1947. 
Particulièrement discriminés et cibles de nombreuses violences, les ahmadis ne sont plus considérés comme musulmans par les autorités depuis 1974 à la suite d'un amendement de la Constitution.

## Histoire

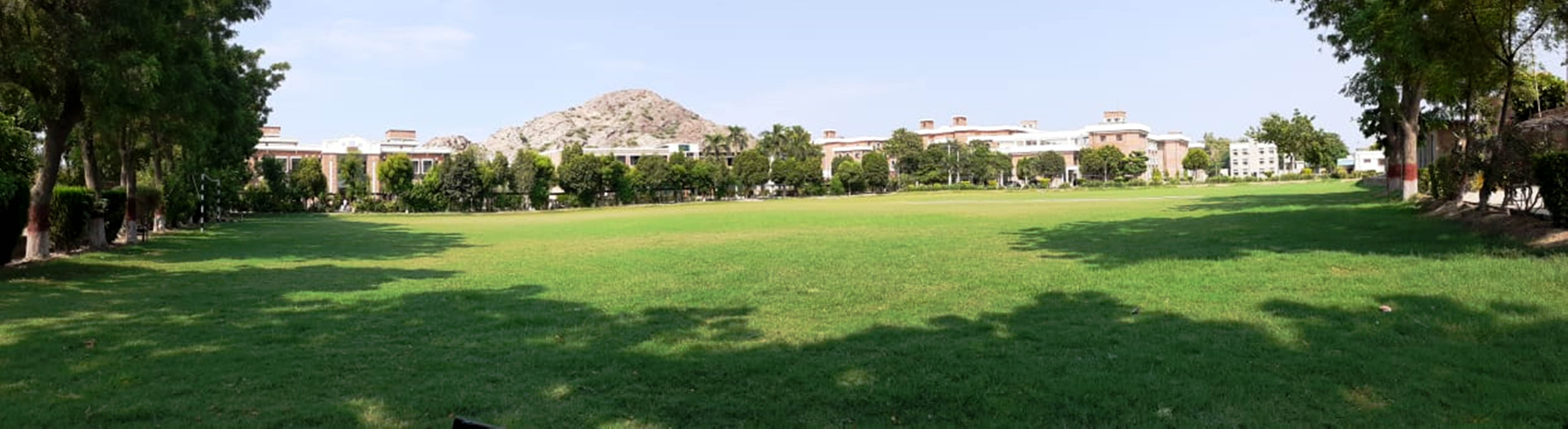
Ancien siège mondial de l'ahmadisme, à Rabwah.

L'ahmadisme est un courant religieux se réclamant de l'islam fondé par Mirza Ghulam Ahmad à la fin du XIXe siècle. Trouvant son berceau dans le Pendjab puis s'étant ensuite notamment développé à Lahore, il trouve son origine dans des zones situées au Pakistan depuis la fondation du pays le 14 août 1947. Ils sont la cible de nombreuses attaques par des fondamentalistes islamistes qui considèrent leur croyance comme hérétique.
Le nombre d'ahmadis au Pakistan est difficile à déterminer. Selon Human Rights Watch, ils seraient près de deux millions en 2007 ou trois millions selon la Fédération internationale pour les droits humains en 2005, soit entre 1 et 2 % de la population. Avec seulement 0,22 % de la population, le recensement officiel de 1998 sous-estime ainsi largement la communauté ahmadie,. Un recensement de 2018 compte seulement 160 000 ahmadis mais ce recensement officiel exige que les ahmadis soient nient leur foi, soit se déclarent comme non-musulmans,.
Au Pakistan, les Ahmadis sont surtout très concentrés au nord de la province du Pendjab, mais on trouve aussi de fortes concentrations d'Ahmadis dans la province du Sindh.

## Persécutions

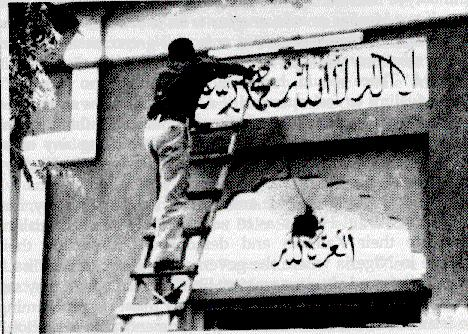
Policier retirant le nom de Mahomet d'une kalima inscrite sur une mosquée ahmadie.

Le 21 avril 1974, le Premier ministre Zulfikar Ali Bhutto donne satisfaction au mouvement anti-ahmadis en les déclarant non-musulmans, les reléguant au rang de minorités religieuses, via un amendement à la  Constitution de 1973,. Depuis lors, la communauté boycotte largement les élections et les recensements, dans lesquels ils sont par conséquent largement sous-représentés.
Le régime du général Muhammad Zia-ul-Haq introduit des nouvelles restrictions aux ahmadis en 1985 : ils sont notamment interdits de se réclamer musulmans, de nommer leur lieu de culte mosquée, d’appeler à la prière, de se référer à des saints musulmans ou d'user de la terminologie islamique, et peuvent être punis d'une peine maximale de trois ans d'emprisonnement. À titre d'exemple, le mot musulman est retiré de la tombe d'Abdus Salam, premier musulman détenteur du prix Nobel de physique.
Les ahmadis sont également victimes de nombreuses violences, à l'instar des émeutes de 1953 à Lahore qui tuent des centaines de croyants, ainsi que d'attentats terroristes, comme les attaques de Lahore du 28 mai 2010 qui font près de cent morts au sein de la communauté,.
Amnesty International continue, en 2024, de dénombrer de nombreuses attaques visant la minorité ahmadie.